# Пещерна пискуна
Пещерната пискуна (Arthroleptis troglodytes) е вид жаба от семейство Arthroleptidae. Видът е критично застрашен от изчезване.

## Разпространение
Разпространен е в Зимбабве.

## Описание
Популацията на вида е намаляваща.